# Recensie
Een recensie, ook wel aangeduid met de Engelse term review, is een (kritische) bespreking van een boek, film, televisieprogramma, computerspel, toneelvoorstelling, muziekuitvoering, enige andere culturele uiting, of een ander product of andere dienst.
Een recensie wordt veelal gepubliceerd in een krant of tijdschrift of op het internet. De persoon die een recensie schrijft, noemt men een recensent. Een gratis exemplaar van bijvoorbeeld een boek, cd of dvd dat een recensent van de uitgever/fabrikant/distributeur ontvangt, heet recensie-exemplaar.

## Kenmerken van een recensie
Een recensie bestaat meestal uit drie onderdelen:
1. De analyse (een bespreking van de inhoud van het boek, de film enz.)
2. De interpretatie (betekenisgeving aan het werk op zich en in ruimer verband)
3. De evaluatie (positieve en negatieve kritiek)

Een recensie bevat dus een (liefst met argumenten onderbouwd) waardeoordeel over het culturele product. Daarnaast kan het besprokene in een ruimere context worden gesitueerd (bijvoorbeeld het oeuvre van een schrijver, ontwikkelingen in de literatuur, de tijdgeest); de voorstelling wordt beschreven of de korte inhoud van een film wordt weergegeven.
Bij films en videospellen bevat de recensie over het algemeen een rapportcijfer of een aantal sterren (meestal van 1 tot 5), om in één blik een algemeen oordeel te kunnen zien. Ook kunnen er voor bepaalde aspecten (zoals de grafische kwaliteiten bij een spel of het acteerwerk in een film) aparte cijfers worden vermeld, met eventuele toelichting.
Voor zover van toepassing worden spoilers vaak vermeden of beperkt.

## Invloed van een recensie
Afhankelijk van het medium verschijnen recensies in principe enkele dagen, weken of maanden nadat wat wordt besproken in de openbaarheid is gekomen. Bij een roman of ander boek dat men graag snel onder de aandacht wil krijgen, sturen uitgevers soms al de drukproeven naar recensenten opdat er meteen bij het verschijnen een bespreking in de media zou staan. Sommigen betreuren deze gehaaste vorm van literaire kritiek, die een gedegen oordeel, gebaseerd op rustige lectuur, in de weg kan staan.
Enkele critici bundelen hun al dan niet herwerkte recensies na verloop van tijd in boekvorm, vaak aangevuld met diepgaandere beschouwingen en/of overzichtsstukken.

## Effecten van recensie
In diverse landen is het effect van een recensie - positief of negatief - onderzocht. Onderzoekers van de Rijksuniversiteit Groningen onderzochten welke rol recensies spelen in de verkoop van bioscoopkaartjes. Uit hun onderzoek bleek dat recensies van grote mainstreamfilms helpen bij het voorspellen van bezoekersaantallen, maar deze niet beïnvloeden. Gemser et al. schrijven dit laatste toe aan het feit dat de hoeveelheid reclame die voor een film gemaakt wordt, opweegt tegen negatieve beoordelingen van recensenten. In het onderzoek werd ook de kaartverkoop van arthousefilms bestudeerd. Daarbij beïnvloedt de recensent de kaartverkoop wel en spreken de onderzoekers van een influencer role. Zij verklaren dit door het beperkte reclamebudget van deze films en door de overlap van het publiek. Mensen die arthousefilms bezoeken, zijn vaak ook mensen die de recensies in de krant lezen.

## Rechtspraak

### Nederland
Een goed onderbouwde kritische recensie levert geen onrechtmatige daad op jegens de gerecenseerde. In november 2019 oordeelde de rechter dat een in juni 2018 verschenen recensie door Pepijn van Erp van het boek 'Patronen van Bedrog' van de auteurs Willem Middelkoop en Tim Dollee over de zogeheten deep state  niet onrechtmatig was, toen een van deze auteurs een zaak aanspande tegen deze recensent, omdat hij het boek als "broddelwerk" afdeed. Van Erp legde onder meer bloot dat veel in het boek afkomstig was uit publicaties van de Amerikaanse journalist Carl Bernstein. Middelkoop eiste daarop dat Van Erp zou rectificeren en de recensie en reacties daarop van zijn website kloptdatwel.nl zou verwijderen. De recensent komt echter volgens de rechter veel vrijheid toe, ook als die sterke en laatdunkende bewoordingen gebruikt. Van Erp zou weliswaar de grenzen van het betamelijke hebben opgezocht, maar gezien de grote vrijheid die hem als recensent toekomt, had hij die niet overtreden.  